# Dełczewo (obwód Razgrad)
Dełczewo (bułg. Делчево) – wieś w Bułgarii, w obwodzie Razgrad, w gminie Isperich. W 2023 roku liczyła 422 mieszkańców.